# José Razzano
José Francisco Razzano (* 25. Februar 1887 in Montevideo, Uruguay; † 30. April 1960 in Buenos Aires), bekannt als Pepe El Oriental oder Orientalito, war ein argentinischer Tangosänger und –komponist uruguayischer Herkunft.

## Leben
Razzano kam im Alter von zwei Jahren nach dem Tod seines Vaters mit seiner Mutter nach Buenos Aires. 1903 war er als Sänger Mitglied in Adriana Cornaros Compañía Dramática Nacional und hatte Auftritte u. a. in Agustín Fontanellas Stück Justicia Humana und in Martiniano Leguizamóns Calandria. 1911–12 hatte er einen Vertrag beim Label Victor und nahm dort zehn Folksongs auf, darunter im Duo mit Francisco Martino La china fiera.
Auftritte mit Francisco Martino, Carlos Gardel und Saúl Salinas führten zur Gründung des Duos Gardel-Razzano. Mit Gardel tourte Razzano durch Uruguay, Brasilien, Chile und Spanien, bis Razzano wegen stimmlicher Probleme 1925 aufhörten musste zu singen. Er begleitete danach Gardel als Agent und Privatsekretär. 1928 nahm er Gesangsunterricht bei Josefina Hols de Schusselin, um seine Laufbahn als Sänger wieder aufzunehmen. Er nahm den Tango Zaraza und mehrere Folksongs auf, konnte aber nicht an seinen früheren Erfolg anknüpfen. Die letzten Aufnahmen des Duos Gardel-Razzano, die Ende 1929 entstanden, waren die Tangos Claveles mendocinos und Serrana impía. Seine letzten Songs nahm Razzano 1931–32 auf.
Danach war Razzano mehrere Jahre der Agent das Sängers Charlo. Nach dem Tango Ponchito de vicuña (1932) komponierte Razzano in den 1940er Jahren mehrere Tangos und Milongas. Mit der Milonga Compadre que le va a hacer gewann er 1951 den Zweiten Preis beim Concurso de Música Popular der Sociedad Argentina de Autores y Compositores (SADAIC). José Cimarro widmete ihm 1953 den Tango Pepe (A José Razzano), der von Alfredo Attadías Orchester aufgenommen wurde.

## Kompositionen
- Ponchito de vicuña (aufgenommen von Francisco Canaro)
- Soy un porteño (Text von Celedonio Flores)
- Café de los angelitos (Text von Cátulo Castillo)
- Tres seis diez (Text von Cátulo Castillo)
- Camino del Tucumán (Text von Cátulo Castillo)
- Diez años pasan (Text von Cátulo Castillo)
- Compadre que le va a hacer (Text von Aníbal Troilo)
- Valsecito de patio (Text von Cátulo Castillo)